# Herb Washington
Herbert Lee „Herb“ Washington (* 16. November 1951 in Belzoni, Mississippi) ist ein ehemaliger US-amerikanischer Baseballspieler, der für die Oakland Athletics in der Major League Baseball (MLB) spielte. Er spielte ausschließlich auf der Spezialposition Pinch Runner.

## Karriere
Washington war in seiner Jugend- und College-Zeit ein talentierter Sprinter an der Michigan State University und verpasste nur knapp die Qualifikation fürs US-Olympiateam 1972. Charles Finley, der Manager der Oakland Athletics, suchte einen sog. pinch runner, einen schnellen Einwechselspieler, der einen auf der Base stehenden Mitspieler ersetzt und mit seiner Spurtstärke für Stolen Bases sorgt. Obwohl Washington über wenig Baseballerfahrung verfügte, wurde er 1974 von den Athletics verpflichtet. Er bestritt in seiner Debütsaison 92 Spiele, stahl 29 Bases, erzielte 29 Runs und wurde Teil des Teams, das die World Series 1974 gegen die Los Angeles Dodgers bestritt. Im 2. Spiel lagen die Athletics im neunten Inning 2:3 zurück, worauf Washington als pinch runner eingewechselt wurde, aber sein Steal-Versuch von Dodgers-Pitcher Mike Marshall vereitelt wurde. Trotzdem gewann Oakland die Serie in fünf Spielen, so dass Washington auf Anhieb seine erste MLB-Meisterschaft gewann. Im Jahr 1975 wurde er nur noch sporadisch eingesetzt, schaffte nur noch zwei Steals und erlitt insgesamt 17 fehlgeschlagene Steal-Versuche. Washington beendete seine Karriere und ging als einer der kuriosesten Spieler der MLB-Historie ein: er bestritt 131 Spiele, ohne jemals als Schlagmann aufgeboten worden zu sein. Die Baseball Hall of Fame führt an, dass Washington der einzige Spieler sei, dessen offizielle Spielerkarte die Position „pinch runner“ benutzt.
Nach seiner Baseballkarriere wurde Washington ein erfolgreicher Geschäftsmann. Er ist verheiratet und hat zwei Kinder.